# Вугли (Брагінський район)
Вугли — (біл. аграгарадок Вуглы), агромістечко в складі Брагінського району розташоване в Гомельській області Білорусі. Агромістечко підпорядковане Вугловській сільській раді і є центром Вугловської сільської ради, у ньому мешкає 253 чоловік (станом на 2004 рік).
Агромістечко Вугли розташоване на південному сході Білорусі, у південній частині Гомельської області, неподалік від районного центру Брагіна (за 9 кілометрів північніше).